# Пайк, Роберт
Роберт Пайк (настоящее имя Роберт Ллойд Фиш, англ. Robert Lloyd Fish, 1912—1981) — американский писатель и сценарист, писавший в жанре криминальной драмы. Автор серии пародий на произведения Артура Конан Дойла о Шерлоке Холмсе. Получил премию Эдгара Аллана По за лучший дебютный роман американского писателя за книгу «Беглец».

## Биография
Роберт Ллойд Фиш родился в Кливленде, США. Получил инженерное образование в Кейсовской школе прикладных наук. Построил успешную карьеру в области руководства и предоставления консультативных услуг по инженерным вопросам.
Свой первый рассказ Фиш опубликовал в 1960 году в Ellery Queen's Mystery Magazine в возрасте 48 лет. А в 1962 году получил Премию Эдгара Аллана По за лучший дебютный роман — «Беглец» (англ. The Fugitive).
В 1976 году он выступал в качестве президента Ассоциации писателей детективов США.
Умер Роберт Фиш 23 февраля 1981 года в своем кабинете с ручкой в руке.

## Награды
- 1962 — Премия Эдгара Аллана По за лучший дебютный роман «Беглец»
- 1969 — Премия Эдгара Аллана По за лучший сценарий (совместно с Аланом Трастманом и Гарри Кляйманом) к фильму «Буллит»
- 1972 — Премия Эдгара Аллана По за лучший рассказ: Moonlight Gardener в журнале Argosy, декабрь 1971